# Nusa karikalensis
Nusa karikalensis là một loài ruồi trong họ Asilidae. Nusa karikalensis được Joseph & Parui miêu tả năm 1989. Loài này phân bố ở miền Ấn Độ - Mã Lai.